# Kaiser-Walzer
Der Kaiserwalzer (op. 437) ist ein Konzertwalzer von Johann Strauss (Sohn), den er für die Eröffnung des Berliner Konzertsaals Königsbau (am 19. Oktober 1889) mit dem Titel Hand in Hand komponiert hat. Der ursprüngliche Titel sollte die politische Verbundenheit des preußischen und des österreichischen Herrscherhauses zum Ausdruck bringen. Vermutlich auf Betreiben seines neuen Berliner Verlegers Fritz Simrock wurde die Umbenennung in Kaiserwalzer vorgenommen.

## Erstaufführungen
Die Uraufführung des Werkes fand nicht bei der Eröffnung des Konzertsaales, sondern zwei Tage später unter der persönlichen Leitung des Komponisten statt. Schon am 11. November 1889 wurde der Walzer den Wienern im Ronacher von Carl Michael Ziehrer erstmals zu Gehör gebracht. Ziehrer hatte den Kaiserwalzer nach einem Klavierauszug instrumentiert und damit das Missfallen von Strauss erregt. Am 24. November – im Rahmen eines Benefizkonzertes seines Bruders Eduard – stellte der Komponist als Dirigent der Strauss-Kapelle seinen Walzer dem Wiener Publikum in der „originalen Instrumentation“ vor. Das Konzert fand im Goldenen Saal des Wiener Musikvereins statt, der Kaiserwalzer wurde umjubelt und musste wiederholt werden.

## Musikalische Erläuterungen
Der Walzer beginnt mit einer leisen Fanfare in der kleinen Trommel und den Holzbläsern im Marschrhythmus (2/4). Nach einigen musikalischen Verzierungen und Ausschmückungen wird es nach einem Crescendo noch einmal strahlend wiedergegeben. Nun erklingt der erste Walzer, gesangvoll vom Cello eingeleitet. Eine leise, wunderschöne Hauptmelodie, die bald von einem kraft- und schwungvollen Forte abgelöst wird. Nach einer Wiederholung des ersten Themas erklingt es noch einmal zuerst leise, dann aber wieder strahlend und hell. Der zweite Walzer beginnt mit einer sehnsuchtsvollen Melodie, bevor kräftige Rhythmen den dritten Walzer einleiten. Dieser ist mit seinen herrlichen Melodien eine der schönsten Erfindungen von Strauss. Ein Solo in den Posaunen schließt diesen strahlend ab. 
Walzer 2
Im vierten Walzer erklingt zuerst ein sehr breites, dann wiederum ein sehnsuchtsvolles Thema, das am Schluss wieder vom ersten Thema abgeschlossen wird. In der Coda erklingt, wie bei Strauss üblich, noch einmal Walzer 1 im vollen Glanz des Orchesters. Dann werden noch einmal Ausschnitte aus Walzer 3 gespielt. Das Cello spielt daraufhin eine leise Melodie, die ins Hauptthema des Walzers 1 mündet, bevor der Walzer ein Flötensolo erlebt und nach einem Crescendo zu einem würdevollen Ende kommt.

## Erfolg und Bedeutung
Dieser Walzer ist zweifellos eines der bekanntesten Werke des Walzerkönigs. Beim alljährlichen Neujahrskonzert der Wiener Philharmoniker wird er häufig in das Programm aufgenommen und vom Publikum stets gerne gehört und positiv retourniert.